# Dukkah

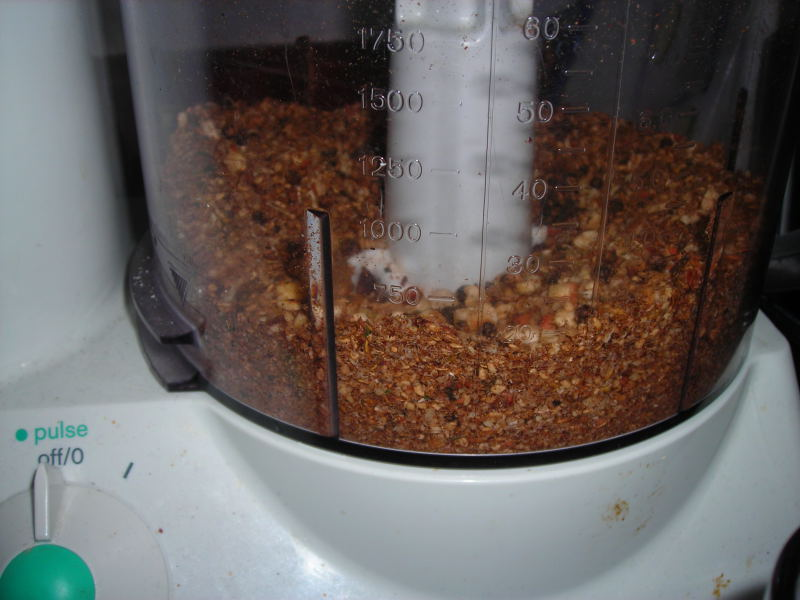
Frutos secos molidos en una pasta denominada 'Dukkah'.

El dukkah o dükkah es una mezcla característica de frutos secos y semillas muy empleado en la cocina de Oriente Medio por incluir especias y sabores típicos de esta zona. No obstante, el dükkah se considera un plato de la cocina egipcia.

## Características
Tradicionalmente el dukkah ha servido para elaborar salsas para pan de pita fresco rociado con aceite de oliva en una mezcla de nueces y diversos frutos secos molidos. El dukkah es un condimento muy versátil que puede ser rociado sobre las verduras. También se puede usar como condimento crujiente en ciertos alimentos como cordero, gambas, pescado o pollo.

## Ingredientes
En su elaboración se suelen emplear avellanas o garbanzos junto con semillas de sésamo, pimentón, cilantro, comino y sal común.